# Challenger de Bangkok 2
El KPN Bangkok Open II es un tenis torneo celebrado en Bangkok, Tailandia desde 2016. El evento es parte del ATP Challenger Tour y se juega al aire libre en pistas de dura.

## Resultados

### Individuales
| Año  | Campeón           | Finalista                   | Resultado     |
| ---- | ----------------- | --------------------------- | ------------- |
| 2016 | Mikhail Youzhny   | Adam Pavlásek               | 6–4, 6–1      |
| 2017 | Janko Tipsarević  | Li Zhe                      | 6–2, 6–3      |
| 2018 | Marcel Granollers | Enrique López Pérez         | 4–6, 6–2, 6–0 |
| 2019 | James Duckworth   | Alejandro Davidovich Fokina | 6–4, 6–3      |

### Dobles
| Año  | Campeones                             | Finalistas                         | Resultado            |
| ---- | ------------------------------------- | ---------------------------------- | -------------------- |
| 2016 | Wesley Koolhof Matwé Middelkoop       | Gero Kretschmer Alexander Satschko | 6-3, 7-61            |
| 2017 | Sanchai Ratiwatana Sonchat Ratiwatana | Sadio Doumbia Fabien Reboul        | 7–64, 7–5            |
| 2018 | James Cerretani Joe Salisbury         | Enrique López Pérez Pedro Martínez | 6–7 (5), 6–3, [10–8] |
| 2019 | Zhe Li Gonçalo Oliveira               | Enrique López Pérez Hiroki Moriya  | 6–2, 6–1             |